# Музей Вальдавский замок (Низовье)
Музей располагается в посёлке Низовье (до 1946 года — Вальда́у, нем. Waldau) Калининградской области Российской Федерации во флигеле замка Вальдау, имеющего статус  объекта  культурного наследия. Ныне носит название «музей Вальдавский замок». Также иногда используется ещё один вариант названия - Вальдауский замок.
Музей находится в ведении Управления культуры Гурьевского района Калининградской области.

## История музея
Музей основан Андреем Ивановичем Бариновым, над созданием коллекции музей он работал вместе  со своей  семьей. Музей располагается во флигеле бывшего немецкого замка  Вальдау, занимая в нём подвал, а также первый и второй этажи.
Музей зачастую называют полностью  частным, но это не совсем верно - музей "Вальдавский замок" имеет статус государственного культурного учреждения с февраля 2007 года, однако его создание, сбор коллекции и поддержание его работы является делом семьи его основателя. Они же являются  единственными работниками музея. До  получения официального статуса около десяти лет музей  существовал на общественных началах.
Во флигеле Вальдавского замка музей помещается с 11 декабря 2012 года. Ранее музей располагался в находящемся неподалёку, также в Низовье, здании филиала Светловского техникума отраслевых технологий.

## Коллекция музея
В четырёх залах музея оборудованы экспозиции по разделам:
1. Пруссия (археология).
2. Тевтонский орден и история замка «Вальдау».
3. Пребывание в замке «Вальдау» группы Великого российского посольства во главе с царём Петром I.
4. Наполеоновские войны и немецкий поэт Максимилиан фон Шенкендорф.
5. Этнографическая коллекция Восточной Пруссии. Первые переселенцы Вальдау-Низовья.
6. Первая мировая война.
7. Вторая мировая война.
8. Социализм.

Помимо этого, в  музее имеется отдельный  зал, посвященный  художественным работам в технике резьбы по дереву, выполненным основателем музея, членом Союза художников России А.И. Бариновым.

## См.также
Замок Вальдау
Официальная группа  музея "Вальдавский замок" Вконтакте